# Don’t Break My Heart
Don't Break My Heart – utwór rumuńskiej wokalistki Nicoli, napisany przez nią samą we współpracy z ówczesnym mężęm, Mihaiem Alexandru, nagrany i wydany w 2003 roku, umieszczony na trzecim albumie artystki pt. De mă vei chema z 2004 roku.

## Historia utworu

### Wykonania na żywo:Euroviziune 2003, Konkurs Piosenki Eurowizji 2003
W 2003 roku utwór został zakwalifikowany do stawki konkursowej krajowych eliminacji eurowizyjnych Euroviziune 2003. Nicola zaprezentowała piosenkę w drugim półfinale selekcji i awansowała do finału, zorganizowanego 1 marca. Przed koncertem singiel był głównym faworytem do wygrania finału, ostatecznie zdobył w nim największą liczbę 24 punktów i zajął pierwsze miejsce i zostając konkursową propozycją reprezentującą Rumunię podczas 48. Konkursu Piosenki Eurowizji. W finale imprezy, który odbył się 24 maja, wokalistka zaprezentowała utwór jako 24. w kolejności i zdobyła łącznie 73 punkty, zajmując 10. miejsce w końcowej klasyfikacji. Podczas prezentacji towarzyszyło jej czterech tancerzy.